# سفارت بلاروس در لندن
سفارت بلاروس در لندن (به انگلیسی: Embassy of Belarus) یک سفارت در بریتانیا است که در لندن واقع شده‌است.